# Chesapeake Shores
Chesapeake Shores is een Amerikaanse dramaserie gebaseerd op de boeken van schrijfster Sherryl Woods. De serie werd voor het eerst uitgezonden op 14 augustus 2016 op het Amerikaanse Hallmark Channel. Vanaf mei 2017 werd de serie ook beschikbaar via Netflix.

## Plot
Wanneer zakenvrouw Abby O'Brien-Winters een telefoontje krijgt van haar jongere zus Jess, keert ze terug vanuit New York naar haar geboorteplaats Chesapeake Shores. Jess zit in moeilijkheden omdat haar hotel wordt gesloten. Terwijl Abby probeert te helpen, ontmoet ze ook Trace Riley, haar eerste liefde die ze zestien jaar geleden verliet. Wanneer ook Abby's moeder terugkeert in het dorp is het einde van de problemen nog niet in zicht.

## Rolverdeling
- Meghan Ory als Abby O'Brien-Winters
- Laci Mailey als Jess O'Brien
- Jesse Metcalfe als Trace Riley
- Treat Williams als Mick O'Brien
- Barbara Niven als Megan O'Brien
- Emilie Ullerup als Bree Elizabeth O'Brien
- Brendan Penny als Kevin O'Brien
- Andrew Francis als Connor O'Brien
- Diane Ladd als Nell O'Brien

## Afleveringen
| Seizoen | Afleveringen | Eerste uitzenddatum |
| ------- | ------------ | ------------------- |
| 1       | 9            | 14 augustus 2016    |
| 2       | 10           | 6 augustus 2017     |
| 3       | 10           | 5 augustus 2018     |
| 4       | 6            | 25 augustus 2019    |
| 5       | 10           | 16 augustus 2021    |
| 6       | 10           | 14 augustus 2022    |